# Gunilla Lundgren
Gunilla Lundgren (Bergslagen, 1942) è una scrittrice svedese.

## Biografia
Gunilla Lundgren è una scrittrice svedese e attivista di movimenti pacifisti e ambientalisti. È membro di Forfattarcentrum, The writers Centre in Svezia. È autrice di più di 30 libri per bambini, scritti in collaborazione con adulti e bambini, (per i quali ha ricevuto premi prestigiosi), tradotti in numerose lingue e pubblicati anche in edizioni bilingue. Tra questi: In this wide world, antologia di poesie, canzoni, giochi in 64 lingue, tra cui Foula, Haya, Kimbundu, Creolo, Somali, Swahili, Tigrinja, Wolof and Xosa. 
La scrittrice sta svolgendo dal 2008 un programma che coinvolge i bambini di un quartiere di immigrati nella periferia di Stoccolma, Rinkeby, e i bambini di una township sudafricana, nella periferia di Cape Town, Langa.
Nove tra i suoi libri sono stati scritti in collaborazione con alcuni Rom, tra i quali il fumetto Sofia Z 4515, che racconta la storia di Sofia Taikon, sopravvissuta al campo di concentramento di Auschwitz, e il suo primo romanzo, Maritza a Gypsy Girl (Maritza en zigenarflicka), scritto nel 1972 assieme a tre adolescenti Rom.

## Opere
- Maritza a Gypsy Girl, (Maritza en zigenarflicka), 1972.
- Aljosha, 1998.
- Nelson Mandela: the shepherd boy who became president by Gunilla Lundgren and Kerstin Gidfors, 2000.
- Black Roses = Kale Ruze, 2003.
- Sofia Z-4515, 2005.
- In this wide world, antologia di poesie.